# Oswaldo Sánchez
Pour les articles homonymes, voir Sánchez.
 Oswaldo Javier Sánchez Ibarra, plus connu sous le nom de  Oswaldo Sánchez, né le 21 septembre 1973 à Guadalajara (Mexique), est un footballeur mexicain.
Il joue au poste de gardien de but avec l'équipe du Mexique et le club de Santos Laguna (1,84 m pour 83 kg).

## Carrière
- 1996- : Mexique

### En club
Sánchez participa à sa troisième coupe du monde en 2006 avec l'équipe du Mexique, après avoir disputé celles de 1998 et 2002.

## Palmarès
- 98 sélections avec l'équipe du Mexique depuis l'année 1996
- Participation aux coupes du monde 1998, 2002 et 2006
- Vainqueur de la Gold Cup (CONCACAF) en 1996 et 2003
- Meilleur gardien de la Gold Cup 2003